# 대한민국의 코로나19 진단
본 내용은 위키백과:의학에 의거하여, 대한민국에서 벌어진 코로나19 진단에 관련한 역사 및 주요 사안 및 논쟁점을 다루고 있으며, 참조 사항으로만 활용가능하다. 정확하고 전문적인 의학 정보는 의료 전문가 및 의사의 조언을 따라야 한다.

## 대한민국의 코로나19 검체 채취·포장·운반 체계: 주요 사안

### 자동차 이동형 선별진료소 채취
자동차 이동형 (Drive Thru, 드라이브 스루) 방식의 검사를 최초로 제안한 것은 인천의료원 감염내과 김진용 과장으로 알려져있다. 그는 한 학회에서 운동장처럼 넓은 공간에서 드라이브스루 형태로 검체를 채취함으로써 의료진과 환자 모두의 안전을 지키면서 검사·진료의 속도를 높이는 방법을 제안했다. 뒤이어 이재명 경기지사가 2020년 2월 23일 정부서울청사에서 열린 중앙사고수습본부 회의에서, 그리고 기모란 국립암센터 국제암대학원대학교 예방의학과 교수가 2020년 2월 24일 더불어민주당이 국회에서 개최한 코로나19 대책특별위원회 전문가 간담회에서 유사한 아이디어를 제시한 것으로 알려졌다.
권기태 칠곡 경북대병원 감염내과 교수는 이를 듣고, 경영진과 협의 끝에 이 방식의 선별진료소를 최초로 시도하게 되었다. 이윽고 칠곡 경북대병원이 2020년 2월 21일부터 컨테이너를 설치하기 시작하여, 23일 최초의 자동차 이동형 선별 진료소의 운영을 시작하였다. 이후로 2월 26일 대구 영남대병원이 경기도 고양시와 세종시서도 자동차 이동형 선별진료소를 설치하여 운영을 시작했다. 한편 세종시의 도입은 직원의 아이디어로부터 착안했고, 고양시는 1월 27일 기모란 교수 등이 참여한 시 재난대책회의와 1월 28이일 감염역학 전문가 등과 회의에서 나온 내용을 참고했다고 알려졌다.
자동차 이동형 채취 방식의 이점은 채취 시간 단축에 있다. 접수, 체온 측정, 코와 입 검체 채취, 소독, 교육이 전 과정을 10분에 할 수 있어서 이론적으로 시간당 6건, 하루 10시간 운영 시 하루 60건 채취가 가능해, 일반 선별 진료소 대비 3배의 검진 역량(건수 기준)을 보인다.
자동차 이동형 채취 방식으로 변경하여 속도를 높일 수 있게 된 요인 중 하나는 소독 및 환기 시간의 절약이다. 예컨대 세종시보건소 선별진료소의 경우, 기존 검체 채취 방식에서는 사전예약을 받은 후, 예약자가 오면 음압 텐트에서 상담 및 검체 채취를 하고, 음압 텐트를 30~40분 정도 소독하고 환기시키는 과정을 거쳐야했다. 이로 인해 시간 당 피검사자 숫자가 제한적이었다. 반면 경북대병원 관리자에 따르면 자동차 이동형 선별진료소의 채취 방식은 "기존 선별진료소와 달리 방역 작업이 생략돼 시간이 절약된다는 이점"이 있다. 세종시보건소 권근용 소장은 "검체채취 속도가 기존보다 3~4배는 빨라졌다"고 평가했다.
질병관리본부에 따르면, 2020년 3월 15일 기준 대한민국 전역에 약 70여개의 자동차 이동형 선별진료소가 운영되고 있다.

## 대한민국의 코로나19 검사 체계: 주요 이력
2020년 3월 16일 기준, 진단검사를 하는 의료기관과 검사수탁기관 수는 81개이다. 질병관리본부가 검사기관 및 진단시약생산 업체를 늘려온 결과, 최대 하루 검사 가능역량이 3천명(2020년 2월 7일), 5천명 (2월 13일), 7천5백명 (2월 24일)에서 1만명(2월 20일)까지 확대되었다.

### 1기: 질병관리본부 단독 판코로나 검사

#### 판코로나 PCR 검사 및 염기서열 분석
신종코로나19 사태가 국내에서 발생한 직후 질병관리본부에서는 신종코로나19 진단을 위해 판코로나 검사법과 염기서열 분석이 병용되었다. 이는 2015년 메르스(MERS·중동호흡기증후군) 사태 때 활용하던 검사법을 임시방편으로 사용한 것이었다. 판코로나 검사 결과 '양성'으로 진단되어도, 그 종류를 확인하기 위해 다시 검체를 확보해 충북 오송의 질병관리본부로 보내고, 여기서 염기서열을 해독하여 중국에서 발표한 바이러스 유전자와 비교하는 식으로 어떤 종류인지 판단했다. 분석에 하루가 걸릴 뿐 더러 여러 검체의 분석을 동시에 수행해야 한다는 단점이 있었다.

### 2기: 신종코로나19 검사법 개발 및 전국 보건환경연구원 이관
국내에서 코로나19 첫 번째 환자가 발생한 뒤, 실시간 역전사 중합효소 연쇄반응 (rRT-PCR) 검사를 시작하는 데까지 불과 18일 정도 걸렸다. 대한진단검사의학회 이혁민 감염관리이사(세브란스병원)는 "긴급사용승인제도는 미국과 유럽에도 있지만 RT-PCR 검사 역량을 갖춘 민간 기관은 많지 않"으며, "그 많은 실험실이 표준화되고 제도권 내에서 양질의 검사를 하는 수준을 갖추는 것은 쉽지 않"기 때문에 "민간과 공공이 함께 가야 한다"고 평가했다.

#### 신종코로나19 검사법 개발 착수
2020년 1월 13일, 질병관리본부는 중국이 공개한 바이러스 염기서열 정보를 이용하여, 변별력 높은 특정 유전부위를 증폭하는 검사방법을 개발하기로 했다고 발표했다. 이 방법은 신종코로나19 여부를 특이적으로 확인할 수 있으며, 빠르고 편리하게 사용할 수 있으리라 기대되었다. 향후 검사법 개발 이후, 정확성에 대한 평가 및 검증이 완료되면, 전국 실험실에서 도입될 예정이었다. 1개월 내 모든 절차를 마치는 것이 목표로 제시되었다.
대한진단검사의학회는 코로나19대응TF를 구성하고, 질병관리본부 감염병진단관리과와 함께 기존 분자진단법을 검토하고 평가하여 최적의 검사법으로 독일에서 개발한 분자진단법을 선정했다. 이는 세계보건기구 실험법이기도 했다. 미국 질병예방통제센터의 검사법을 비롯한 많은 검사법이 돌연변이가 심한 엔진 쪽을 표적 부위로 삼고 있었지만, 독일 검사법은 그렇지 않았기 때문이었다. 이를 기반으로 신종코로나19 rRT-PCR 검사법을 개발했다.

#### 실시간 역전사 중합효소 연쇄반응 검사 도입
2020년 1월 31일, 질병관리본부는 실시간 역전사 중합효소 연쇄반응 검사 (Real Time RT-PCR)에 대한 구축·검증·정도 평가를 마치고, 이를 적용하기 시작했다. 6시간 이내로 결과를 확인할 수 있고 1회 검사로 확진이 가능해, 판코로나 검사 대비 대기 시간이 줄어들었다.

#### 전국 시도 보건환경연구원에 검사법 이관
2020년 1월 16일 질병관리본부는 질병관리본부에서만 가능하던 판 코로나바이러스 검사법을 7개 시/도 보건환경연구원에 이르면 1월 22일 이관할 예정이며, 지역별로 신속한 검사가 가능하게 될 것이라고 발표했다. 1월 30일 질병관리본부와 식품의약품안전처 등은 1월 31일부터 검사 속도와 편의성을 높인 '실시간 유전자 증폭검사 검사(Real Time polymerase chain reaction)'를 전국 18개 보건환경연구원에서 시행한다고 밝혔다.

### 3기: 상용 진단시약 긴급승인 및 민간의료기관에 검사법 이관

#### 진단시약 긴급사용 승인
2020년 1월 28일 질병관리본부는 신종 코로나바이러스 유전자 검사시약 긴급사용 승인평가 신청 공고를 냈다. '긴급사용 승인제도'는 감염병 대유행이 우려되어 긴급히 진단시약이 필요하나 국내에 허가제품이 없는 경우, 평상시 8개월 이상 걸리는 감염병 체외진단 제품 허가 과정에 예외를 두어, 질병관리본부장이 요청한 진단시약을 식약처장이 승인하여 한시적으로 제조ㆍ판매ㆍ사용할 수 있게 하는 제도이다.
2020년 2월 4일 질병관리본부는 신종 코로나바이러스 진단시약 1개 제품을 긴급사용 승인하였으며, 승인제품은 질병관리본부가 지정한 민간의료기관 및 검사를 전문으로 하는 수탁기관에 공급되어 환자 진단에 사용될 예정이라고 밝혔다. 이 제품은 6시간 안에 유전자 분석을 통해 코로나 바이러스를 검출하는 것으로 알려졌다. 질병관리본부 시약평가는 민(대한진단검사의학회, 대한임상검사정도관리협회)ㆍ관 공동으로 진행되었으며, 승인된 제품은 문서검토와 실제 성능시험을 모두 통과했다. 제조사들이 제출한 진단시약은 질병관리본부와 민간 검사기관 3곳에서 교차 평가했으며, 이는 공공과 민간기관이 사용하는 RT-PCR 장비가 다르기 때문이었다. 식품의약품안전처는 의료기기법 제46조의2 및 동법 시행령 제13조의2에 의거하여, 업체 신청자료, 성능시험, 전문가 검토 등을 통해 해당 제품의 진단정확성 등을 평가하여 긴급사용을 승인했다.
이는 "단시간 내에 진단법 실용화 및 전국적 확산으로 국민을 보호한다는 의미"가 있다는 것이 질병관리본부장의 설명이었다. 또한 민간의료기관까지 진단검사를 확대하여, 더 촘촘하고 신속하게 확진자를 확인함으로써 접촉자 조기 발견 및 신속한 자가 격리 등 후속 조치 등이 가능하게 되었다. 이와 같은 정부-지자체-민간 간 유기적 협조는 예측이 가능하고, 효과적인 방역 정책을 추진할 수 있는 기반이라고 설명되었다.
이는 2016년 8월 메르스 및 지카바이러스 진단시약의 긴급사용이 승인된 이래 국내 두 번째 사례이다. 당시 메르스 진단시약과 지카바이러스 진단시약의 긴급사용이 승인되어 2017년 6월까지 민간의료기관 21곳과 임상검사센터 12곳에서 3,365건의 지카바이러스 유전자검사와 30건의 메르스 유전자검사를 실시하는데 사용되었다. 해당 긴급사용은 2017년 8월 종료되었다.
이후 2월 12일에는 2차 평가를 거쳐 두번째 진단시약이 추가로 긴급사용 승인을 획득하였고, 이로 인해 하루 시약 공급량이 "기존의 5000명분 정도 되던 것이 1만명분 정도로 늘어날 수" 있을 것으로 전망되었다. 이 제품은 코로나19 특이 유전자(E gene, RdRp gene, N gene)를 모두 검출할 수 있어 검사 정확도가 높고, 검사 시간은 4시간 이내이다.
뒤이어 2월 27일 ORF1a 유전자와 N 유전자를 검출하는 세번째 진단시약 제품과 E 유전자와 RdRp 유전자를 검출하는 네번째 제품이 추가 긴급사용을 승인 받았다. 두 제품 모두 샘플 채취 후 분석까지 2시간 이내에 가능하다고 알려졌다.

#### 민간 의료기관에 신속진단키트 보급
진단검사의학회와 임상검사정도관리협회는 유전자검사우수기관 150여 곳을 상대로 민간 검사 기관 신청을 받았고, 52곳이 지원했다. 2월 4일 진단검사의학회와 임상검사정도관리협회는 이들 기관을 대상으로 코로나19 rRT-PCR 검사법을 교육했다. 다음날인 5일 정확도 평가가 실시되었다. 7개 검체를 각 기관에 보내면, 각 기관에서 진단시약으로 검사한 결과를 제출하는 방식이었다. 52개소 중 5개소는 참여하지 않았으며, 1개소는 일부 결과값이 틀려 최종 46개소(수탁검사의료기관 8개소 포함)가 선정됐다.
2020년 2월 7일, 검사 기관이 민간의료기관으로 확대되었다. 질병관리본부는 실시간 유전자 증폭 (rRT-PCR) 검사법이 적용된 신종 코로나바이러스 신속진단키트를 보급한 의료기관 38개소와 수탁검사기관 8개소를 포함한 총 46개소를 공개했다. 이로 인해 하루에 신종 코로나 감염여부를 확진할 수 있는 검사 건수는 기존 200여 건에서 3,000건이 되어 15배 정도 대폭 늘어나게 되었다.

#### 항체 검사법 개발 진행
2020년 3월 16일 질병관리본부는 본부 산하 진단분석센터에서 여러 종류의 항체검사법을 마련 중인 상황이라고 밝혔다.

## 대한민국의 신종코로나19 진단에 관련된 이슈

### 드라이브 스루 선별진료소 채취 관련 논란
세계보건기구 전염병 대응팀에서 근무했으며, 일본의 HPV 백신 괴담이 과학적 근거가 없다는 사실을 알린 공로로 네이처 지로부터 존 메덕스 상을 수상하기도 한 일본 교토대 의대 겸임교수이자 의사 출신 저널리스트 무라나카 리코(村中璃子)는 일본 민영방송에 출연하여 한국의 드라이브 스루 검체 채취 대해 "보호구를 매번 (검체 채취때마다) 교체하지 않음으로써 감염이 확산할 가능성이 충분히 있다"고 말했다. 실제로 국내 드라이브 스루 채취 현장에서는 전신을 가리는 레벨D 보호복을 매번 검체 채취때마다 갈아 입지는 않으며, 그 대신 채취 후 매번 장갑을 소독하거나 혹은 장갑을 자주 새것으로 교체해가며 일을 해온 것으로 알려졌다. 연합뉴스의 인터뷰에 따르면, 3인의 전문가들은 2차 감염 방지를 위해서는 채위 후 보호복 교체가 이상적인 방법임에는 동의하였으나, 시간 단축 및 보호복 수급 여건 상 장갑 교체와 소독 등으로 감염 우려를 다소 해소할 수 있다는 의견을 제시했다.

### 검사 인력 수급 문제
신속검사키트의 보급에도 불구하고 검사 인력의 부족으로 인해, 일일 검사 건수의 증가에 한계가 있으며, 밀려드는 검사 수요에 대응하는 것이 지속가능하지 않다는 점이 여러 차례 지적되었다. 한 예로 신속검사키트가 도입된 첫 날인 2020년 2월 7일 그동안 전국 18개 보건환경연구원에서만 시행했던 검사법이 38개 민간 의료기관에서도 가능해지면서 검사 물량이 늘어나자, 정확한 집계가 어려워졌다. 당일 검사 건수는 종전에 비해 약 3배 정도 증가했다고 발표되었다. 이는 하루에 2,000여건 정도 처리할 수 있을 것으로 예상했던 것에 못 미치는 수치였다.
또한 검사 인력의 수 부족도 지적되었다. 한 예로 2020년 2월 22일 보도 기준, 경남도보건환경연구원의 검사 인력은 7명인데, 밀려드는 검사 수요에 3교대로 24시간 내내 검사를 진행하고 있다. 이로 인해 직원들의 피로가 누적되어 본래 하루 100건 정도 검사가 가능해야 하지만, "하루 40∼60건만 소화"하고 있다고 전해진다. 광주시보건환경연구원은 12명이 4교대로 24시간 검사하고 있다. 해당 연구원 관계자는 "일단 부족한 인력으로 버티고 있지만 상황이 장기전으로 가면 쓰러지는 직원이 나올까 봐 걱정"이라고 우려를 표했다.

### 경계값 판정 문제
진단검사의학회는 검사 정확도를 높이기 위해, rRT-PCR 검사에서 음성과 양성 경계선인 애매한 수치(Ct값; cycle threshold)를 보이는 사례에 대해 논의하는 중앙판정단을 운영하기로 했다. Ct값이 낮다는 것은 바이러스 수치가 높음을 뜻한다. 독일 진단검사 기업은 신종코로나19의 경우 Ct값 31 이상이면 세포 배양했을 때 감염력이 없었다고 발표했다. 하지만 진단검사의학회 이혁민 감염관리이사에 따르면, Ct값은 진단시약 제품에 따라 다르기 때문에 표준화되어 있지 않은 값이며, 검체 1mm당 바이러스가 얼마나 나오는지 환산하는 작업이 3월 중순 경 시작될 예정이다.

### 코로나19 진단검사 체계변화 (2022.02.03일부터 개편)

#### 코로나검사 동네병원과 역할분담
2022년 2월 3일부터는 의료체계 과부하를 막기위해서 동네 병원과 의원에서 코로나 검사를 대응하여 역할을 분담하게 되었다. 이에 따라 무조건 PCR검사를 받게 되는 것이 아니라 먼저 PCR검사 우선 대상자로 분류될 경우 PCR검사를 받게되며, 이외의 사람들은보건소 선별진료소 내 또는 호흡기전담클리닉 등 지정된 동네 병원에서 신속항원검사(RAT)를 받을 수 있다.
호흡기전담클리닉 등 동네 병원을 찾아가 신속항원검사를 받을 때는 의사 진찰료 5000원을 부담해야 하며, 검사비는 무료이다. 또 코로나검사가 가능한 동네 병원 명단을 지정하여 방문 전 미리 조회할 수 있도록 정보를 제공하고 있다. 다음은 공공데이터 포털에서 제공되는 API를 기반으로 서비스를 제공하고 있는 동네병원 코로나검사 조회가 가능한 사이트 목록이다.

##### 코로나검사 동네병원 조회 사이트 리스트
- 건강보험심사평가원 누리집[37]
- 코로나19 누리집[38]
- 코로나검사 동네병원 조회

2022년 2월 3일부터 개편된 코로나19 진단검사 체계변화로 인해 기존에는 무료로 진행되었던 PCR검사 체계와 비용 역시 변화되었다.

##### 신속항원검사와 PCR검사 비용 정리
코로나검사 비용 (2022.02.03 개편이후)
- 우선대상자의 PCR 검사 무료
- 일반대상자 자가진단키트 9,000원~15,000원
- 유증상자 동네병원 신속항원검사 5,000원
- 무증상자 동네병원 신속항원검사 5~7만원
- 우선대상자 외 동네병원 PCR 검사 8~12만원

##### 신속항원 검사와 PCR검사의 차이점

###### 신속항원검사 (RAT)
고위험군에 속하지 않는 일반대상의 경우 선별진료소나 호흡기클릭닉에서 신속항원검사를 받을 수 있다. 신속항원검사는 유전자 증폭을 거치는 PCR 검사와 달리 항원 단백질을 확인하는 방식으로 바이러스 그 자체를 검출하는 간편한 검사법으로 단백질 간 결합 반응만 보기 때문에 검체 채취 후 빠르면 15분, 늦어도 1시간 내로 코로나19 확진 여부를 신속하게 알려준다는 장점이 있지만, PCR 검사보다 정확도는 떨어진다는 지적도 나오고 있다. 신속항원검사 결과가 양성으로 나오면 PCR검사를 받을 수 있다.

###### PCR (유전자증폭검사)
PCR검사는 비인두도말(코 안쪽 깊숙이 목과 맞닿는 부위)에 면봉을 넣어 검체를 채취하는 방식이다. 채취한 검체는 PCR 기기를 활용해 유전자 증폭을 거치게 되는데, 코로나19에 특징적으로 나타나는 유전자가 2가지 이상 양성인 경우를 확진으로 판단하게 되는데, 감염 초기 미량의 바이러스도 검출할 수 있는 가장 정확한 검사법으로, 결과에 대한 신뢰도가 높아 세계 표준 검사법으로도 사용한다. 정확도가 높지만 과정이 다소 복잡하고 결과 확인까지의 시간이 비교적 오래걸리는 것이 단점이기도 하다.

#### 동네병원 코로나검사 결과 확진 후 진료 절차
선 60세 이상 등 고위험군은 관리 의료기관에서 하루 2회 전화로 비대면 진료가 진행된다. 일반관리군 환자의 경우,하루 1회 비대면 진료를 통해 모니터링 하고, 야간에는 의원 컨소시엄 형태인 재택치료 지원센터에서 관리한다. 확진자의 재택치료 관리 기간은 코로나19 백신 접종 이력과 관계없이 7일로 축소된다. 증상을 잘 살피고, 응급하다고 판단될 때는 관리 의료기관에 전화하거나 119에 도움을 요청하면 된다.

#### 방역패스용 음성확인서 필요 시 절차
선별진료소와 호흡기전담클리닉 등에서 신속항원검사를 받고 음성이면 확인서를 발급받을 수 있다. 하지만 유효기간은 PCR 검사가 48시간인데 비해 24시간으로 짧다.
집에서 자가검사키트의 음성 결과는 당사자의 검사 결과인지 확인이 어렵기 때문에 방역패스로 활용할 수 없다.  대신 집에서 자가검사키트로 양성이 나왔다면 해당 키트를 갖고 선별진료소로 가서 PCR검사를 받을 수 있다.